# Motheuvel (Horpmaal)

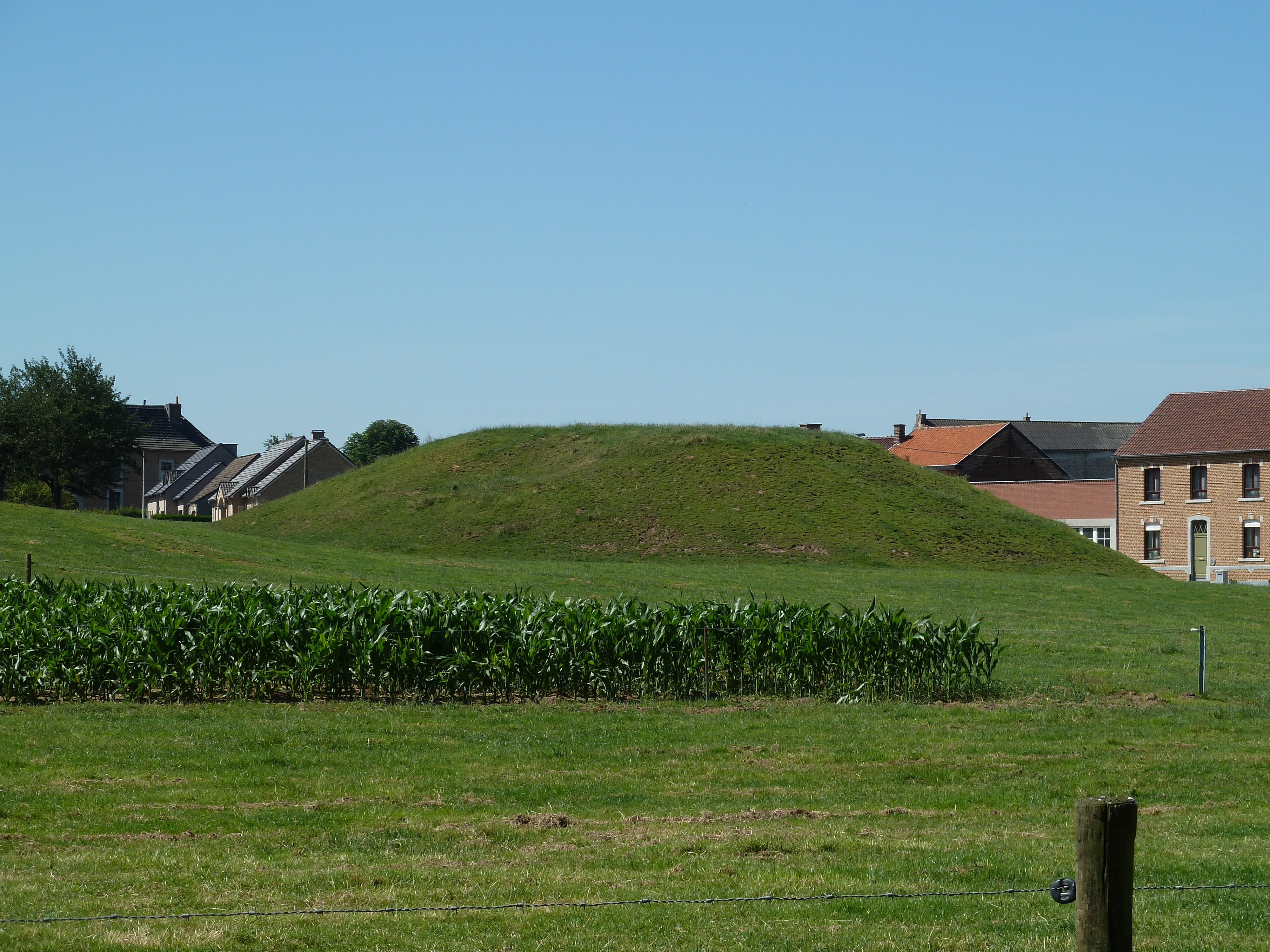
De Motheuvel

De Motheuvel van Horpmaal is een nog goed bewaarde motheuvel gelegen aan de Dumontlaan. De toren werd voor het eerst vermeld in 1424 als turris. Deze moet in de loop van de 18de eeuw afgebroken zijn, omdat deze niet meer voorkomt op de Ferrariskaart van 1771-1777.